# Любаренко, Наталья Руслановна
Наталья Руслановна Любаренко (Мурашко) родилась 5 января 1994 году в городе Екатеринбург, Российская Федерация. Известная как ютуб-блогер.

### Детство
Наталья родилась в городе Екатеринбург в обычной семье, в восемь лет переехала в Украину, там же и прошла её юность. У неё было много хобби, она посещала разные кружки, начиная от бисероплетения и вышивания, и заканчивая танцами и гончарным мастерством. Когда она ходила в детский сад, то ей хотелось поскорее начать учиться в школе. Вообще о её детстве почти ничего не известно.

### Юность
Наталья закончила школу в 2011 году, потом она подала документы на французское отделение филологического факультета Киевского национального университета. Во время учёбы в университете у неё случилась неприятная ситуация «Я всегда хорошо училась, но вот однажды меня выгнали с экзамена потому что я дала списать одногруппнице», — вспоминала она и добавляла, что долго не могла определиться с будущей профессией, даже когда заканчивала вуз. После окончания университета она получила образование филолога. После окончания высшего она не захотела поступать на магистратуру, даже говорила что папа настаивал и она об этом не жалеет. Наталья также закончила курсы по макияжу и целый год работала визажистом, но потом ей это надоело, также рассказывала что когда ей исполнилось 18 лет она пошла учится в автошколу, но машину так и не купила.

### Карьера
Наталья в 2015 году решила попробовать себя в сфере блогерства и решила завести канал на платформе YouTube, создала канал 18 апреля 2015 года. Вскорее взяв псевдоним NataLime. Первые видео Наталья выкладывала про бьюти сферу, первое видео она создала 11 мая 2015 году «ТРИ СЕКРЕТА Визажистов. Тушь. Брови. Цветовые акценты. NataLime». Через какое-то время Наталья поняла, что видео про бьюти сферу не приносит ей желаемого результата и вскорее переключилась на развлекательный контент. Её юмористические скетчи быстро завоевали аудиторию, и число подписчиков достигло почти 2 миллиона, её видео могли набирать до 10 миллионов просмотров. В 2016 году у Натальи появился второй канал под названием NataLime Life., создала его 30 марта 2016 года Популярность Натальи росла, её начали приглашать на различные блогерские мероприятия. публикации на основном канале стали появляться реже, и в ноябре В 2020 году Наталья объявила, что приостанавливает работу, объяснив это усталостью, выгоранием и потребностью в отдыхе. Вскорее в декабре 2021 года Наталья перестала публиковать контент на YouTube. Несмотря на это, блогерша продолжала вести аккаунты в других социальных сетях, но впоследствии исчезла и оттуда.

### Свадьба
В 2016 году Наталья вышла замуж за Артёма Любаренко, стоматолог. Познакомились в 2011 году. Сыграли они свадьбу в Египте, после свадьбы Наталья взяла фамилию мужа (Любаренко).

### Смерть
29 апреля 2025 года Наталья за границей поскользнулась в балконе и упала. Информацию о смерти Натальи подтвердили Муж Артём Любаренко и близкий друг Женя Белозёров